# Любимов, Григорий Павлович
Григорий Павлович Любимов (настоящее имя Модест Николаевич Караулов, 1882—1934) — русский и советский музыкальный деятель, этнограф, домрист и дирижёр. Заслуженный артист РСФСР (1925).

## Биография
Родился в 1882 году в Санкт-Петербурге в семье народовольца Н. А. Караулова.
В 1901—1905 годах учился в музыкально-драматическом училище Московского филармонического общества по классу контрабаса у С. А. Кусевицкого и теории музыки у Г. Э. Конюса.
С 1904 года сотрудничал с московской подпольной типографией РСДРП, был участником русской революции 1905—1907 годов. Подвергался арестам, был сослан на пять лет в Тобольск, где увлекся народными инструментами. Бежал из ссылки и нелегально поселился в Москве, изменив фамилию и имя.
Играл на домре, даже исполнял на ней скрипичные пьесы. В Москве Любимов участвовал в любительском оркестре народных инструментов андреевского состава (домры, балалайки, гусли), организованном на средства московского мецената П. И. Гучкова (1845—1913), большого поклонника В. В. Андреева; вёл музыкально-просветительскую деятельность среди рабочих; сам организовывал любительские коллективы народных инструментов.
В 1908 совместно с С. Ф. Буровым сконструировал и изготовил четырёхструнную домру в квинтовом строе для замены андреевских трёхструнных домр квартового строя.
В 1915 году он создал квартет 4-струнных домр, в 1916 году — ансамбль народной песни (квартет).
В 1908—1917 годах изготавливал оркестровые разновидности 4-струнных домр: пикколо, прима, альт, тенор, бас, контрабас.
После Октябрьской революции, в 1918 году, Г. П. Любимов возглавил Государственную показательную мастерскую народных инструментов, затем при клубе завода «Пролетарская кузница» создал первый рабочий самодеятельный оркестр 4-струнных домр.
В 1918—1922 гг. руководил секцией народных инструментов московского Пролеткульта.
В 1919 году Любимов создал первый профессиональный Государственный оркестр домр (по образцу струнного смычкового оркестра), которому в 1924 году было присвоено звание академического.
Также занимался педагогической деятельностью — преподавал в Московской консерватории (доцент с 1926 года). Автор статей и составитель сборников песен и романсов для оркестра 4-струнных домр. Всей своей жизненной деятельностью Любимов пропагандировал игру на 4-струнных домрах.
В 1910-х годах жил в Москве на улице Арбат, 44; с 1920-х годов — на улице Малая Якиманка, 19.
Умер 17 июля 1934 года в Москве. Похоронен на Новодевичьем кладбище (участок 2).